# Шаткин, Джесси Самуэль
Джесси Самуэль Шаткин (англ. Jesse Samuel Shatkin) — американский автор песен, продюсер и звукорежиссёр. Он работал с Сией, Fitz and The Tantrums и One Direction. В 2014 году Шаткин был номинирован на премию Грэмми в качестве продюсера («Лучшая запись года») и автора песен («Лучшая песня года»). Обе номинации были основаны на его соавторстве и продюсировании песни Сии «Chandelier». Он также был номинирован на «Лучшую запись года» в 2013 году как звукорежиссёр сингла Келли Кларксон «Stronger (What Doesn’t Kill You)».
Шаткин часто работает с продюсером Грегом Кёрстином. В качестве звукорежиссёра к его заслугам относится работа с Кларксон, Селеной Гомес, Элли Голдинг, Пинк, Ритой Орой, The Shins, Лили Аллен, Tegan and Sara и Дайдо.

## Избранная дискография в качестве автора песен и/или продюсера
| Год  | Альбом                             | Исполнитель           | Работа |
| ---- | ---------------------------------- | --------------------- | --- |
| 2014 | Only Human                         | Шерил Коул            | Продюсер, соавтор («Waiting for Lightning») |
| 2014 | Kiss Me Once                       | Кайли Миноуг          | Продюсер, соавтор («Kiss Me Once») |
| 2014 | 1000 Forms of Fear                 | Сия                   | Сопродюсер, соавтор («Chandelier») |
| 2015 | Piece by Piece                     | Келли Кларксон        | Продюсер, соавтор («Take You High», «Invincible», «In the Blue») |
| 2015 | A Quien Quiera Escuchar            | Рики Мартин           | Сопродюсер («Adiós») |
| 2015 | This Is Acting                     | Сия                   | Продюсер, соавтор («Alive», «One Million Bullets», «Unstoppable», «Broken Glass», «Summer Rain», «Fist Fighting a Sandstorm»), сопродюсер («House On Fire», «Reaper», «Footprints»)                            |
| 2015 | Made in the A.M.                   | One Direction         | Сопродюсер, соавтор («Perfect») |
| 2016 | All I Need                         | Foxes                 | Продюсер, соавтор («Feat Don't Fate Me Now») |
| 2016 | New Glow                           | Matt & Kim            | Продюсер, соавтор («Get It») |
| 2016 | Love You to Death                  | Tegan and Sara        | Соавтор («100x», «Dying to Know») |
| 2016 | Fitz and the Tantrums              | Fitz and The Tantrums | Продюсер («Get Right Back», «Roll Up», «Run It», «Walking Target», «A Place for Us», «Burn It Down», «Complicated», «Tricky»)                                                                                  |
| 2016 | Nine Track Mind                    | Чарли Пут             | Продюсер («One Call Away») |
| 2016 | Стартрек: Бесконечность(саундтрек) | Рианна                | Продюсер, соавтор («Sledgehammer») |
| 2016 | Coconut Oil EP                     | Lizzo                 | Соавтор («Phone») |
| 2017 | One More Light                     | Linkin Park           | Сопродюсер, автор («Good Goodbye»), сопродюсер («Invisible») |
| 2017 | Places                             | Лиа Мишель            | Продюсер, соавтор («Believer») |
| 2017 | Mania                              | Fall Out Boy          | Сопродюсер («Young and Menace») |
| 2017 | The Architect                      | Палома Фейт           | Продюсер («The Architect», «I'll Be Gentle (feat. John Legend)», «Warrior», «Til I'm Done», «Lost and Lonely», «Tonight's Not The Only Night», «Price of Fame»), продюсер, соавтор («Kings and Queens», «WW3») |